# 科曼日地区米拉蒙
科曼日地区米拉蒙（法語：Miramont-de-Comminges）是法国上加龙省的一个市镇，属于圣戈当斯区。该市镇总面积8.09平方公里，2009年时的人口为817人。

## 人口
科曼日地区米拉蒙人口变化图示